# London Mills
London Mills es una villa ubicada en el condado de Fulton en el estado estadounidense de Illinois. En el Censo de 2010 tenía una población de 392 habitantes y una densidad poblacional de 221,6 personas por km².

## Geografía
London Mills se encuentra ubicada en las coordenadas 40°42′38″N 90°15′58″O / 40.71056, -90.26611. Según la Oficina del Censo de los Estados Unidos, London Mills tiene una superficie total de 1.77 km², de la cual 1.77 km² corresponden a tierra firme y (0%) 0 km² es agua.

## Demografía
Según el censo de 2010, había 392 personas residiendo en London Mills. La densidad de población era de 221,6 hab./km². De los 392 habitantes, London Mills estaba compuesto por el 99.49% blancos, el 0% eran afroamericanos, el 0% eran amerindios, el 0% eran asiáticos, el 0% eran isleños del Pacífico, el 0% eran de otras razas y el 0.51% pertenecían a dos o más razas. Del total de la población el 0.51% eran hispanos o latinos de cualquier raza.